# Tatiana Rojas
Tatiana Patricia Rojas Fernández (Cochabamba, Bolivia; 1971) es una periodista, catedrática, presentadora de televisión y política boliviana. Fue la Alcaldesa interina de la ciudad de Cochabamba desde el 6 de enero de 2010 hasta el 1 de junio de 2010.

## Biografía
Tatiana Rojas nació el año 1971 en la ciudad de Cochabamba saliendo bachiller el año 1989 en su ciudad natal. En 1990 ingresó a estudiar la carrera de comunicación social en la Universidad Privada del Valle, titulándose como periodista de profesión el año 1994. Realizó también un diplomado en educación superior el año 2011.
Tatiana Rojas participó en las elecciones subnacionales de 2004 en representación de la agrupación ciudadana "Ciudadanos Unidos", logrando acceder al cargo de concejal. Fue la presidenta del concejo municipal durante varias gestiones.

### Alcaldesa de Cochabamba
El 6 de enero de 2010, Tatiana Rojas asumió la alcaldía de la ciudad de Cochabamba en reemplazo del entonces alcalde Gonzalo Terceros, el cual renunció a su cargo para postularse nuevamente a su reelección. Tatiana ocupó el cargo hasta el 1 de junio de 2010, dejando la alcaldía al alcalde recientemente electo Edwin Castellanos.
Actualmente, Tatiana Rojas se desempeña como catedrática y como directora académica de ciencias de la comunicación en la Universidad Privada del Valle (UNIVALLE). Incursionó también como 
presentadora de televisión en la misma universidad en el canal Univalle TV.
| Predecesor: Gonzalo Terceros | Alcaldesa de Cochabamba 6 de enero de 2010 - 1 de junio de 2015 | Sucesor: Edwin Castellanos |